# Göppingen
Göppingen este un oraș din landul Baden-Württemberg, Germania.
1. ↑   https://de.wikipedia.org/wiki/Alexander_Maier_(Politiker) Lipsește sau este vid: |title= (ajutor)
2. ↑   https://www.goeppingen.de/start/Unsere+Stadt/Oberbuergermeister.html Lipsește sau este vid: |title= (ajutor)
3. ↑   http://www.statistik.baden-wuerttemberg.de/BevoelkGebiet/Bevoelkerung/01515020.tab?R=GS117026 Lipsește sau este vid: |title= (ajutor)